# Up (R.E.M.)
Up är R.E.M.:s elfte studioalbum, utgivet den 27 oktober 1998. Det är gruppens första album utan trummisen Bill Berry, efter att han lämnat gruppen i oktober året innan. Albumet har influenser av electronica och har en ganska melankolisk ton, möjligen till följd av inre slitningar i gruppen under inspelningarna, vilka nära nog gjorde att den upplöstes.
Låten "Hope" företer vissa likheter i melodin med Leonard Cohens låt "Suzanne". Cohen anges därför som medkompositör till låten.
Albumet nådde tredjeplatsen på Billboardlistan och andraplatsen på brittiska albumlistan. Låtarna "Daysleeper", "Lotus", "At My Most Beautiful" och "Suspicion" utgavs som singlar.

## Låtlista
Samtliga låtar skrivna av Peter Buck, Mike Mills och Michael Stipe, om annat inte anges.
Up Side
1. "Airportman" – 4:12
2. "Lotus" – 4:30
3. "Suspicion" – 5:36
4. "Hope" (Leonard Cohen, Buck, Mills, Stipe) – 5:02
5. "At My Most Beautiful" – 3:35
6. "The Apologist" – 4:30
7. "Sad Professor" – 4:01
8. "You're in the Air" – 5:22

Down Side
1. "Walk Unafraid" – 4:31
2. "Why Not Smile" – 4:03
3. "Daysleeper" – 3:40
4. "Diminished" – 6:01 (innehåller det dolda spåret "I'm Not Over You")
5. "Parakeet" – 4:09
6. "Falls to Climb" – 5:06

## Medverkande
- Michael Stipe – sång, gitarr
- Peter Buck – gitarr, basgitarr, keyboard, trummor
- Mike Mills – basgitarr, keyboard, gitarr, bakgrundssång